# Gärdebyn
Gärdebyn är en by i Rättviks kommun som ligger strax söder om Rättvik vid riksväg 70 och sjön Siljan.
Gärdebyn är känd bland annat genom Gärdebylåten.